# Universitätsklinikum Frankfurt

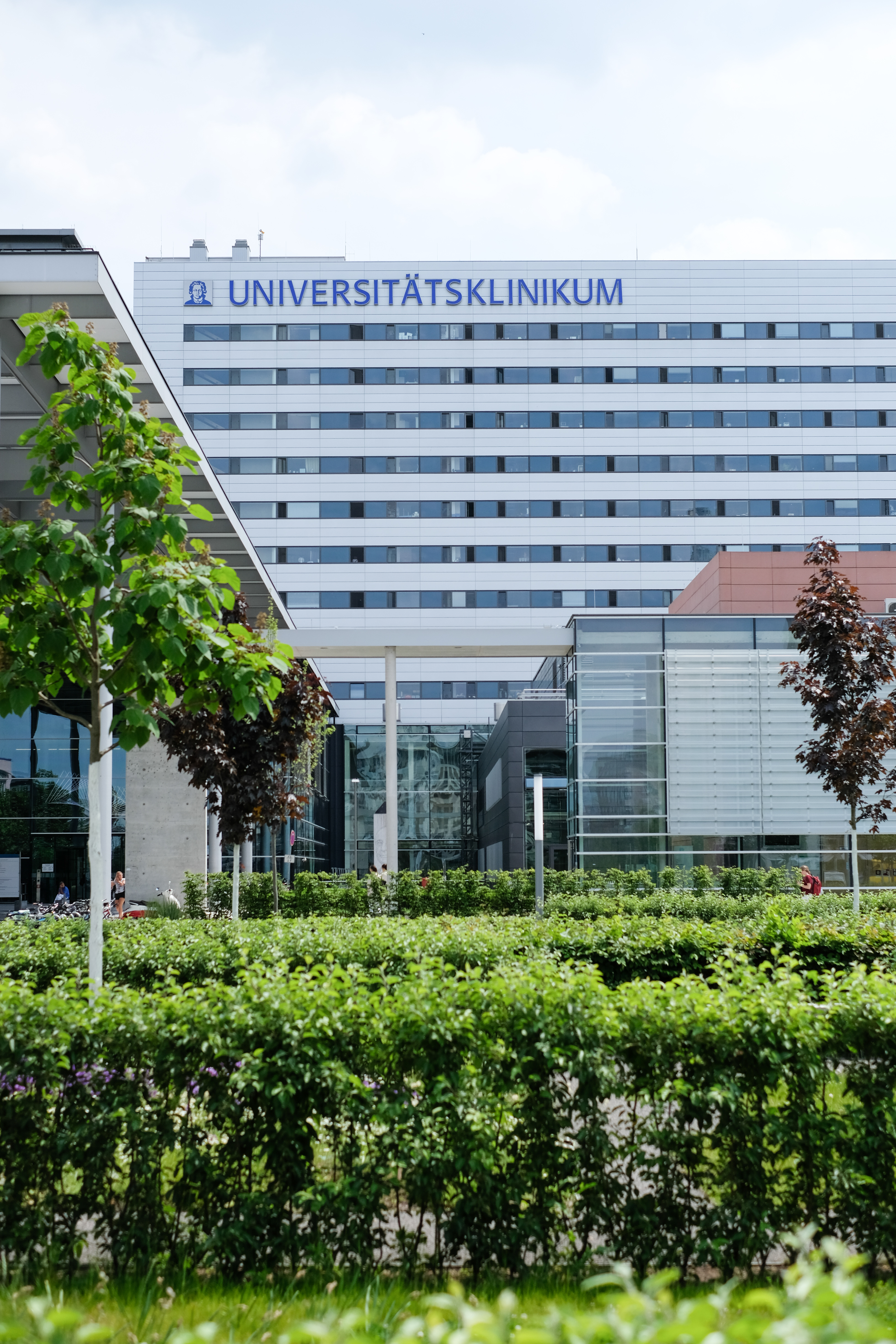
Zentralbau 2024

Das Universitätsklinikum Frankfurt ist eine Körperschaft des öffentlichen Rechts und befindet sich in der Trägerschaft des Landes Hessen. Es liegt am Theodor-Stern-Kai in den Stadtteilen Niederrad und Sachsenhausen-Nord. Es firmiert unter dem Markennamen „Universitätsmedizin Frankfurt“ und betont damit die enge Verzahnung von Klinik, Forschung und Lehre.

## Geschichte
Die Frankfurter Pläne zur Gründung einer universitätsmedizinischen Einrichtung reichen zurück ins Ende des 19. Jahrhunderts und wurden 1899 konkreter mit der Eröffnung des Königlichen Instituts für experimentelle Therapie unter der Leitung von Paul Ehrlich. Unter Oberbürgermeister Franz Adickes wurden die Pläne zur Gründung einer Akademie für praktische Medizin vorangetrieben. Unter deren Dach sollten das städtische Krankenhaus und mehrere in Frankfurt existierende Institute, unter anderem aus den Bereichen Medizin, Anatomie, Pharmazie und Hygiene, zusammengefasst werden.
Die Pläne für diese Akademie scheiterten im Jahre 1905. Sie wurden aber von Adickes weiterverfolgt und waren wenige Jahre später Teil des Plans zur Gründung einer Universität, die sich wesentlich auf ortsansässige Stiftungen und Frankfurter Stifterinnen und Stifter – viele davon aus dem jüdisch geprägten Bürgertum – stützte. Am 28. September 1912 wurde der Stiftungsvertrag für die künftige Königliche Universität zu Frankfurt am Main unterschrieben, die im Jahr 1914 ihren Betrieb aufnahm. Eine Medizinische Fakultät war von Anfang an Teil des Konzepts und entsprach weitgehend den alten Akademieplänen einer Zusammenfassung der Städtischen Kliniken Sachsenhausen mit den in Frankfurt vorhandenen Instituten. Zu den Gründungsinstituten gehörte auch das 1890 gegründete Carolinum, dem die zahnmedizinische Forschung oblag.
Die medizinische Fakultät profitierte in ihren Anfängen von der Eingliederung bedeutender, bereits bestehender Stiftungseinrichtungen und konnte so rasch hervorragende Wissenschaftler und Ärzte verschiedener Fachdisziplinen in Therapie, Forschung und Lehre vereinen.
Die Geschichte des Klinikums in den 1920er Jahren war durch eine Reihe bekannter Forscher geprägt und durch innovative Lehr- und Forschungsgebiete. Dafür stehen Namen wie Leo Gans, Karl Herxheimer, Friedrich Dessauer oder Richard Koch. Ihre Reputation schützte sie jedoch nicht vor den Verfolgungen der Nationalsozialisten nach deren Machtübernahme im Januar 1933.
1935 erfolgte die Gründung des „Institut für Erbbiologie und Rassenhygiene“ und bestand bis 1945. Direktor des Instituts war Otmar Freiherr von Verschuer (1896‑1969). Einer seiner Assistenten war Josef Mengele (1911‑1979), der 1938 am Institut mit einer Arbeit über “Sippenuntersuchungen der Lippen‑Kiefer‑Gaumenspalte” zum Dr. med. promovierte. Später wurde dieser als menschenverachtender SS-KZ-Arzt in Auschwitz bekannt. Nach 1945 wurde er als Kriegsverbrecher wegen mehrfachen Mordes gesucht.
Es ist neben Renate Heuer und Siegbert Wolf vor allem Udo Benzenhöfer zu verdanken, dass die Geschichte der von den Nationalsozialisten Verfolgten und vertriebenen Wissenschaftler der Goethe-Universität in der NS-Zeit für die Medizinische Fakultät weitestgehend erforscht ist.

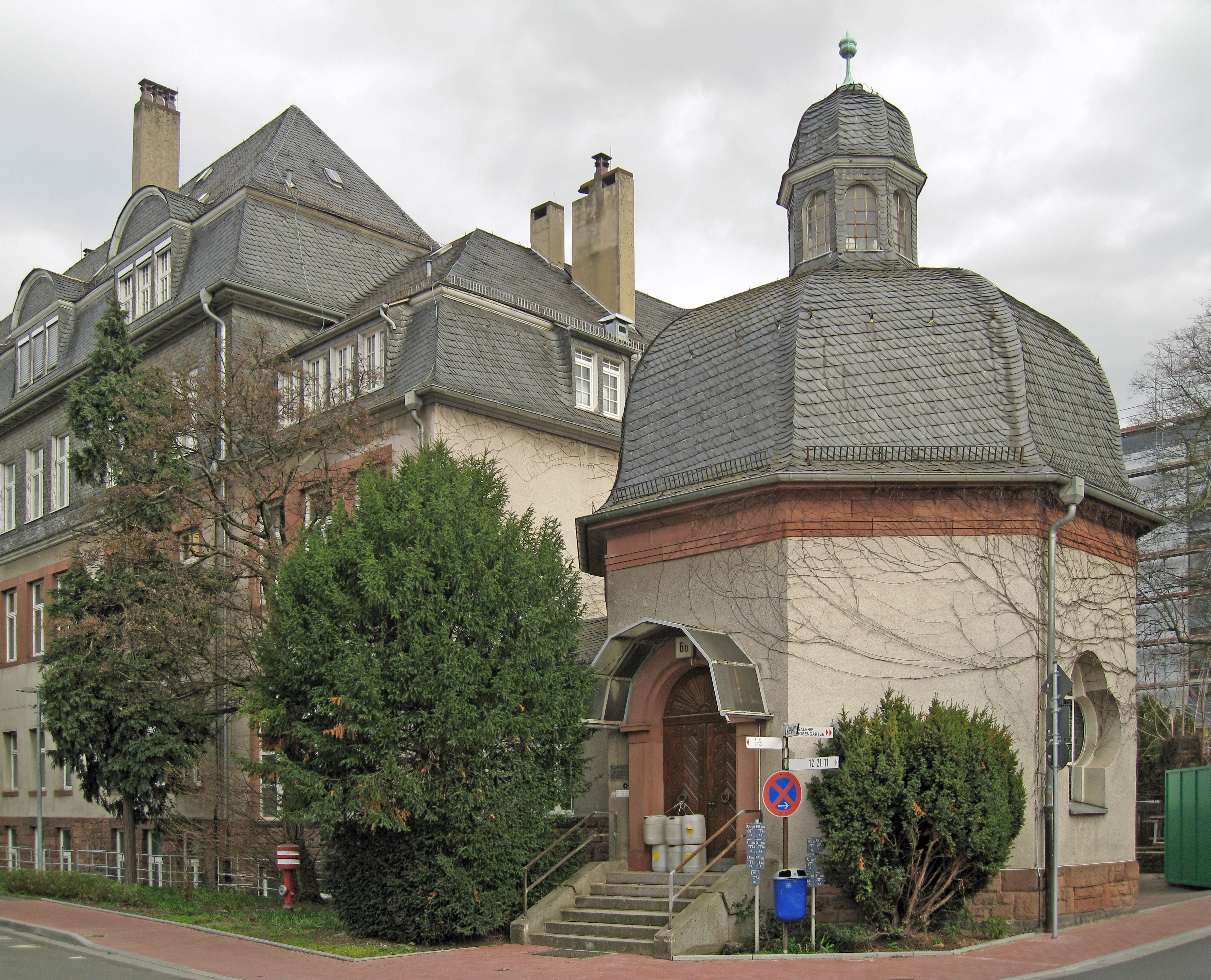
Senckenbergische Pathologie mit Kapelle

International herausragende Personen der Frankfurter Universitätsmedizin waren u. a.:
Paul Ehrlich (1854–1915) entwickelte 1909 die medikamentöse Behandlung der Syphilis (Salvarsan) und gehört damit zu den Mitbegründern der modernen Chemotherapie. 1908 erhielt er den Nobelpreis für Medizin für seine immunologischen Arbeiten.
Gustav Embden (1874–1933) war Direktor des Instituts für vegetative Physiologie und entdeckte wichtige Intermediärprodukte des Glukosestoffwechsels (Glykolyse). Für diese grundlegenden Forschungen wurde er mehrfach für den Nobelpreis für Medizin vorgeschlagen.
Ludwig Edinger (1855–1918) war einer der Mitunterzeichner des Stiftungsvertrags zur Gründung der Universität Frankfurt am Main. Im gleichen Jahr wurde er vom König von Preußen zum Professor für Neurologie ernannt – als erster Forscher in Deutschland. Zu seinen fast vergessenen Leistungen gehört es, aufgrund vergleichender anatomischer Studien im menschlichen Gehirn „alte und neu erworbene“ Abschnitte unterschieden zu haben.
Ludwig Rehn (1849–1930) war Direktor der Chirurgischen Universitätsklinik (im Städtischen Krankenhaus) und führte 1894 die weltweit erste erfolgreiche Naht einer Messerstichverletzung des Herzens durch.
Die 1950er Jahre waren geprägt vom Wiederaufbau der im Zweiten Weltkrieg zerstörten Kliniken, darunter die Kinderklinik, die Frauenklinik sowie die Chirurgische und die Medizinische Klinik. Es galt zudem, wieder Anschluss zu erlangen an den medizinischen Fortschritt im Ausland – besonders in den USA.
1967 wird aus der Stiftungs- eine Landesuniversität. Seit zwei Jahren sahen sich die Stifter und die Stadt Frankfurt nicht mehr im Stande, die ca. 14.000 Studierenden zu finanzieren. Mit der Übergabe in die Hände des Landes Hessen übernimmt dieses auch die Verwaltung der angegliederten Städtischen Universitätskliniken. Die neue staatliche Einrichtung wird umbenannt in die Kliniken der Johann Wolfgang Goethe-Universität.
Von den 1980er Jahren bis zur Jahrtausendwende verzeichnet das Klinikum herausragende Fortschritte in der Transplantationsmedizin. In der interdisziplinären Zusammenarbeit zwischen der Chirurgischen Klinik, der Medizinischen Klinik und dem Zentrum für Anästhesiologie und Wiederbelebung wurden Herz, Leber, Lunge und Niere erfolgreich transplantiert.
1982 wird der erste AIDS-Patient Deutschlands an der Universitätsmedizin diagnostiziert. Die Infektiologie (Haus 68) wird zur Anlaufstelle der meisten Patientinnen und Patienten mit AIDS in Deutschland.
2001 ändern sich die Strukturen erneut: Aus dem Universitätsklinikum Frankfurt wird eine selbstständige Anstalt des öffentlichen Rechts. Ein Aufsichtsrat berät und überwacht von nun an den Klinikumsvorstand. Im Aufsichtsrat sitzen Vertreterinnen und Vertreter des Hessischen Ministeriums für Wissenschaft und Kunst, des Hessischen Finanzministeriums, der Präsident der Goethe-Universität, der Vorsitzende des Personalrats des Universitätsklinikum Frankfurt und weitere Persönlichkeiten aus Wirtschaft oder Wissenschaft.
Die Goethe-Universität ist 2008 seit 14 Jahren wieder eine Stiftungshochschule und knüpft an ihre Tradition als erste Stiftungsuniversität Deutschlands. Gleichzeitig genießt sie so als Stiftung des öffentlichen Rechts ein Höchstmaß an Selbstständigkeit.
Zur Bewältigung der SARS-CoV-2-Pandemie 2020 hat die Universitätsmedizin Frankfurt wichtige Beiträge geleistet. Zum Beispiel entdeckte das Team der Virologie, dass auch asymptomatische Patientinnen und Patienten ansteckend sein können. Außerdem leitete der Ärztliche Direktor und Vorstandsvorsitzende des Universitätsklinikum Frankfurt, Prof. Dr. Jürgen Graf, den Planungsstab stationäre Versorgung COVID-19 des Landes Hessen.
2023 wird der Gesundheitscampus Universitätsmedizin Frankfurt Rhein-Main gegründet. Mit dem neu gegründeten Gesundheitscampus möchte das Universitätsklinikum Frankfurt gemeinsam mit dem Fachbereich Medizin der Goethe-Universität die Ausbildung in Gesundheitsberufen auf eine neue Ebene stellen und sich der Herausforderung, die der Fachkräftemangel mit sich bringt, entgegenstellen.

## Kennzahlen
Das Universitätsklinikum ist bis heute geprägt durch eine Vielzahl integrierter Institute, die teilweise schon vor der Gründung der Universität bestanden. Es versteht sich heute als ein Krankenhaus der „forschungsnahen Maximalversorgung“. Es beherbergt insgesamt 33 medizinische Kliniken und Institute.
Das Universitätsklinikum beschäftigt ca. 8500 Mitarbeiter (Stand 2024). Jährlich werden etwa 46.000 stationäre und 480.000 ambulante Patienten versorgt. Der Casemix-Index, durchschnittliche Schweregrad der Patientenfälle, liegt bei 1,30.
4000 Studenten stehen 14 Hörsäle zur Verfügung. Schulen und Weiterbildungsmöglichkeiten für Krankenpflege und technische Assistenten in der Medizin sind angeschlossen. Mit einer Kapazität von 1270 Betten ist es das größte Krankenhaus in Hessen vor dem Klinikum Kassel, dem Klinikum Fulda und den Krankenhäusern des vereinigten Universitätsklinikums Gießen und Marburg.

## Schwerpunkte
Besondere interdisziplinäre Kompetenz besitzt das Universitätsklinikum unter anderem auf den Gebieten der Neurowissenschaften, Onkologie und kardiovaskulären Medizin. Auch als Standort für Organ- und Knochenmarktransplantationen, Dialyse sowie der Herzchirurgie und Neurochirurgie nimmt es besondere Aufgaben der überregionalen medizinischen Versorgung wahr. Das Leberzentrum ist die einzige Einrichtung für Lebertransplantation in Hessen.

## Forschung
Die Forschungsaktivitäten des Fachbereichs Medizin sind im Profilbereich "Molecular & Translational Medicine" der Goethe-Universität zusammengefasst. Der Profilbereich "Molecular & Translational Medicine" steht für exzellente Forschung auf den Gebieten der Kardiologie, Onkologie, Neurowissenschaften sowie der Arzneimittelforschung. Im Vordergrund stehen dabei die Vernetzung der Wissenschaftler im Profilbereich, die Initiierung von Forschungsverbünden, die Beratung hinsichtlich der inhaltlichen Ausrichtung und strategisch relevanter Rekrutierungen von exzellenten Forscherinnen und Forschern sowie die Nachwuchsförderung.
Herz-Kreislauf Forschung
Aktuelle translationale Programme fokussieren auf die Erforschung von RNA-basierten, metabolischen und epigenetischen Mechanismen. Klinische Programme zielen darauf ab, über die Entwicklung bildgebender Instrumente und molekularer Phänotypisierung individueller Patienten die Rolle myo-vaskulärer und inflammatorischer Wechselwirkungen bei Herz-Kreislauf-Erkrankungen zu erfassen und personalisierte Behandlungsstrategien zu definieren.
Krebsforschung
Ziel ist die Entwicklung einer zugeschnittenen individuellen Therapie-Kombination. Mittels molekularer Profilierung, mechanistischer Forschung und klinischer Evaluation sollen molekulare Mechanismen der Pathophysiologie und Therapieantwort bei Krebserkrankungen aufgeklärt werden. Ein besonderer Fokus liegt hier auf der Analyse spezifischer Prozesse und Zelltypen im Tumormicroenvironment.
Neurowissenschaft

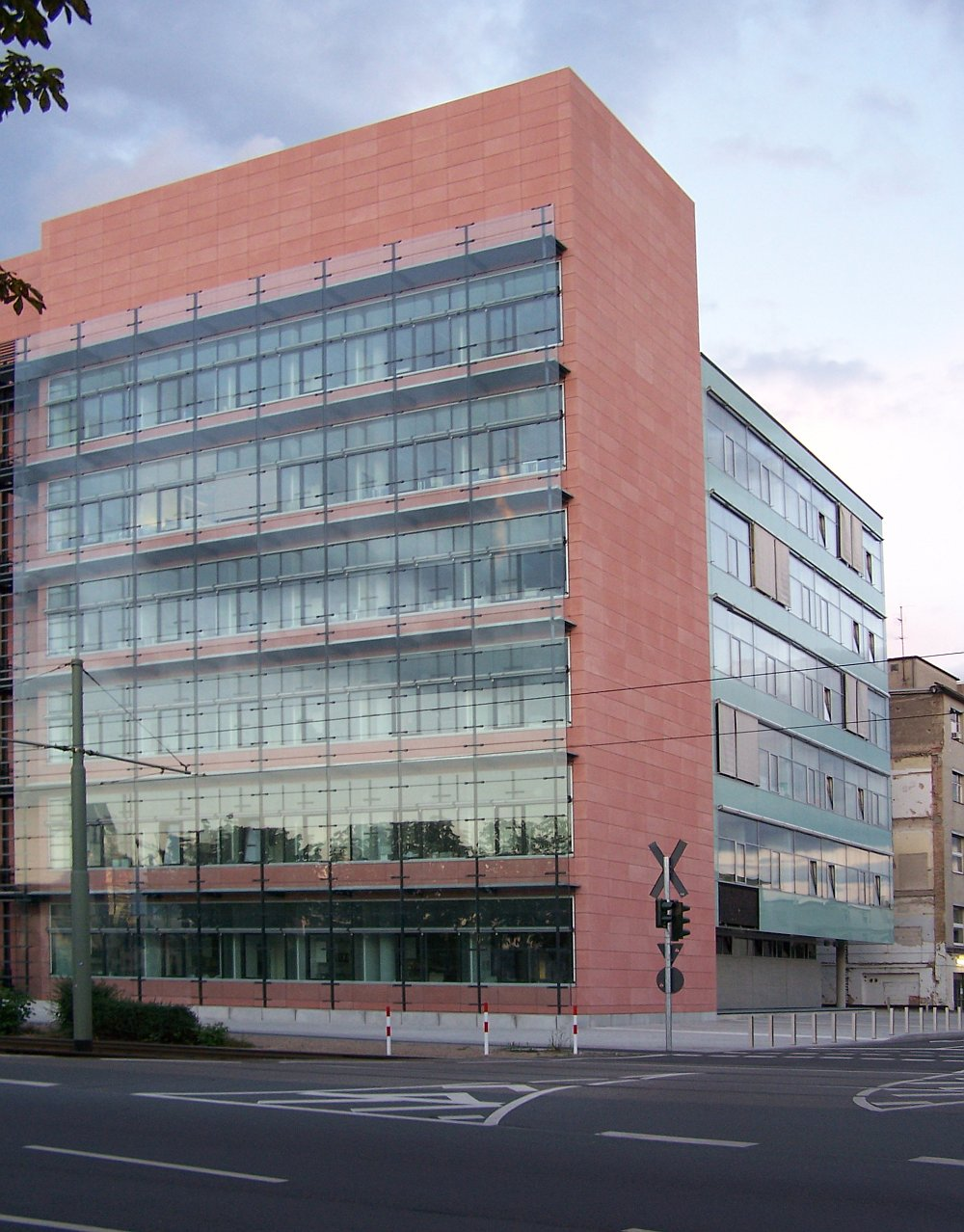
Forschungs- und Laborgebäude

Dieser Bereich fokussiert auf die Erforschung der Pathophysiologie neurologischer, neuroonkologischer und psychiatrischer Erkrankungen. Dabei stehen im Fokus die molekulare Untersuchung der Neuronenfunktion (Synaptopathien), die Charakterisierung neuraler Netzwerke als Grundlage psychischer Erkrankungen und die Translation grundlagenwissenschaftlicher Erkenntnisse in neue Behandlungsmethoden. Hier sind zum einen zellintrinsische Prozesse aber auch Veränderungen des Mikromilieus der Neuronen relevant.
Arzneimittelforschung
Ein wesentliches Ziel ist die Entwicklung prädiktiver pharmakologischer Modelle und innovativer Therapieansätze. Im Vordergrund stehen Themen wie Protein abbauende Arzneimittelklassen, Repositionierung bekannter Wirkstoffe, Validierung krankheitsrelevanter Targets, präklinische Entwicklung neuer Substanzen und Biologika, Biomarker und -sensoren, Steigerung von IIT-Studien und die Entwicklung von effizienten Biobanking-Strukturen.

## Lehre
Am Fachbereich Medizin werden folgende Studiengänge angeboten:
Staatsexamensstudiengang Medizin
Die Regelstudiendauer beträgt sechs Jahre und drei Monate. Der Studienbeginn ist nur zum Wintersemester möglich. Die Zulassung erfolgt über die Stiftung für Hochschulzulassung.
Das Studium der Medizin hat die Ausbildung von Ärztinnen und Ärzten zum Ziel, die ihren Beruf nach den Regeln der ärztlichen Kunst, Ethik und Wissenschaft unter Berücksichtigung der Grenzen ihres Wissens und Könnens selbständig und eigenverantwortlich ausüben und die sich in ihrem ärztlichen Handeln dem einzelnen Menschen und der Allgemeinheit verpflichtet fühlen. Die Ausbildung fördert auch die Bereitschaft zur Weiterbildung und zur Zusammenarbeit zwischen verschiedenen Berufsgruppen und Institutionen des Gesundheitswesens.
Die Studierenden sind am Ende des klinischen Studienabschnitts (Beginn des Praktischen Jahres) in der Lage, sowohl häufige als auch wichtige, akut behandlungsbedürftige Erkrankungen zu verstehen, selbstständig zu diagnostizieren, therapeutische Maßnahmen einzuleiten und die Patientinnen und Patienten angemessen zu führen. Dies ist verbunden mit dem Vermögen, die ärztlichen Arbeitsweisen wissenschaftlich zu hinterfragen und Forschungsarbeiten zu bewerten und zu interpretieren.
Staatsexamensstudiengang Zahnmedizin
Die Regelstudiendauer beträgt fünf Jahre und sechs Monate. Der Studienbeginn ist zum Wintersemester und Sommersemester möglich. Die Zulassung erfolgt über die Stiftung für Hochschulzulassung.
Ziel der zahnärztlichen Ausbildung ist die/der wissenschaftlich und praktisch ausgebildete Zahnärztin/Zahnarzt, die/der zur eigenverantwortlichen und selbstständigen Ausübung der Zahnheilkunde, sowie zur Weiterbildung, zum postgraduierten Studium und zu ständiger Fortbildung befähigt ist. Die Ausbildung soll grundlegende Kenntnisse, Fähigkeiten und Fertigkeiten in allen Fächern vermitteln, die für die zahnmedizinische Versorgung der Bevölkerung erforderlich sind.
Bachelorstudiengang Hebammenwissenschaft
Die Regelstudiendauer beträgt vier Jahre in Vollzeit als Duales Studium. Der Studiengang wird in Kooperation mit der Frankfurt University of Applied Sciences und einem Praxispartner angeboten. Der Studienbeginn ist nur zum Wintersemester möglich. Die Zulassung erfolgt über die Frankfurt University of Applied Sciences.
Die duale Struktur verknüpft hochschulische sowie praktische Lernorte und somit Theorie und Praxis. Die Studierenden werden darin begleitet, die Lerninhalte und ihre Erfahrung zu verbinden, um ihre professionelle Praxis zu entwickeln. Absolventinnen und Absolventen erwerben mit Abschluss des Studiums den akademischen Grad Bachelor of Science (B.Sc.) sowie die staatliche Berufszulassung als Hebamme.
Bachelorstudiengang Medizintechnik B.Sc.
Die Regelstudiendauer beträgt drei Jahre. Der Studiengang wird in Kooperation mit der Technischen Universität Darmstadt angeboten. Der Studienbeginn ist nur zum Wintersemester möglich. Die Zulassung erfolgt über die Technischen Universität Darmstadt.
Der Studiengang B.Sc. Medizintechnik wird vom Fachbereich Elektrotechnik und Informationstechnik der TU Darmstadt in Kooperation mit dem Fachbereich Medizin der Goethe-Universität Frankfurt gemeinsam getragen. Module werden also sowohl an der TU Darmstadt als auch an der Goethe-Universität gelehrt. Die Inhalte des Studiengangs stammen zu 80 Prozent aus der Elektro- und Informationstechnik und zu 20 Prozent aus der Medizin.
Der Studiengang enthält drei Pflichtpraktika: Elektrotechnik und Informationstechnik; Medizintechnisches Praktikum; Klinisches Praktikum. Die Studienmodule aus dem Bereich „Medizinische Grundlagen“ sowie das klinische Praktikum finden an der Goethe-Universität Frankfurt statt.
Masterstudiengang Medizintechnik M.Sc.
Die Regelstudiendauer beträgt zwei Jahre. Der Studiengang wird in Kooperation mit der mit der Technischen Universität Darmstadt angeboten. Der Studienbeginn ist nur zum Wintersemester möglich. Die Zulassung erfolgt über die Technischen Universität Darmstadt. Die Zulassungsvoraussetzung umfasst den Abschluss des B.Sc. Medizintechnik der TU Darmstadt und der Goethe-Universität (Referenzstudiengang) oder einen gleichwertigen Abschluss.
Der Studiengang M.Sc. Medizintechnik erweitert und vertieft Kenntnisse und Fähigkeiten in den Ingenieurswissenschaften und der Humanmedizin. Er wird vom Fachbereich Elektrotechnik und Informationstechnik der TU Darmstadt in Kooperation mit dem Fachbereich Medizin der Goethe-Universität Frankfurt getragen. 80 Prozent der Lehrinhalte werden seitens der TU Darmstadt angeboten (z. B. Ingenieurswissenschaften, Informatik, Gesellschafts- und Humanwissenschaften). 20 Prozent der Lehrinhalte werden von der Goethe-Universität Frankfurt angeboten (Humanmedizin).
Molekulare Medizin
Die Regelstudiendauer beträgt zwei Jahre. Der Studienbeginn ist nur zum Wintersemester möglich. Die Zulassung erfolgt über die Goethe-Universität Frankfurt.
Das M.Sc. Studium der Molekularen Medizin baut auf die Kenntnisse in molekularen und zellulären Grundlagen, der Funktionsweise menschlicher Organsysteme sowie der Pathogenese und Therapie menschlicher Erkrankungen auf und vertieft diese. Die Schwerpunkte dieses Studiengangs liegen in den Bereichen der Arzneimittelforschung, der Herzkreislaufforschung sowie in der Onkologie/Immunologie. Die Lehrveranstaltungen finden überwiegend in englischer Sprache statt.
Das Studium fördert das eigenständige wissenschaftliche Denken von Studierenden und führt zu einem weiteren berufsqualifizierenden Abschluss.
Master Programme
Über die Goethe Dental School (GDS) werden zusätzliche weiterqualifizierende Masterstudiengänge angeboten. Diese finden auf Deutsch, Englisch und Chinesisch statt. Alle Informationen zu den Studiengängen Oral Implantology (M.Sc.), Esthetic Dentistry (M.Sc.) und Dental Technology (M.Sc.) finden sich auf den Seiten der GDS.

## Bauliche Entwicklung

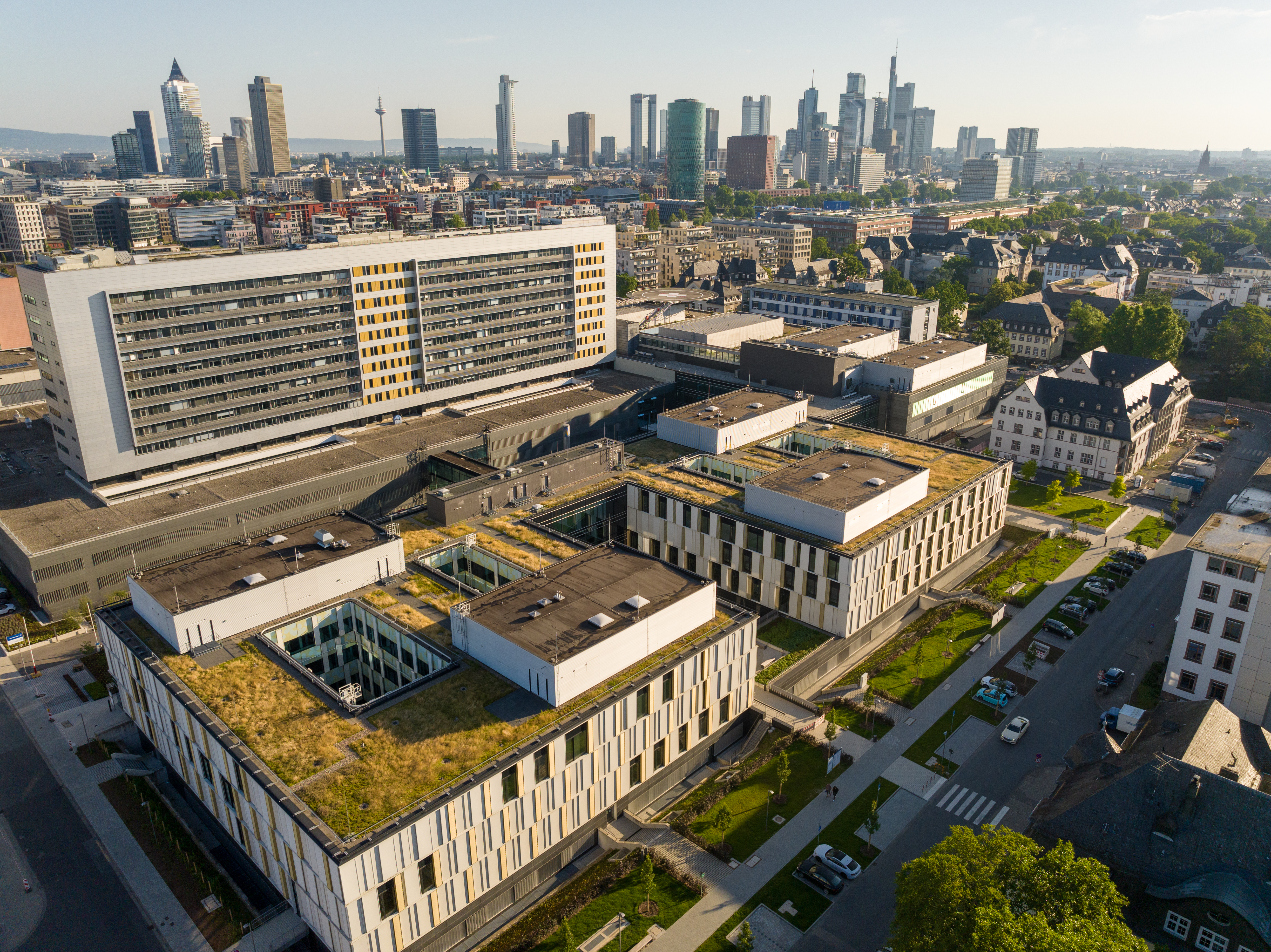
Uniklinik Campus 2024

Die Universitätsmedizin Frankfurt erstreckt sich über drei Campusareale: Ost, Mitte und West, die entlang des Theodor-Stern-Kais unmittelbar am Main gelegen sind und in Nord-Süd-Richtung von einer Bahntrasse gekreuzt werden. Mit einem Gesamtareal von rund 420.000 m² und einer Nutzfläche von etwa 200.000 m², wovon ca. 165.000 m² für die klinische Nutzung sowie Forschung und Lehre zur Verfügung stehen, umfasst der Campus ca. 80 Gebäude mit insgesamt etwa 15.500 Räumen.
Die derzeitige bauliche Entwicklungsplanung sieht vor, die Funktionserweiterung der Universitätsmedizin Frankfurt durch bauliche Verdichtung zu unterstützen. Dabei soll insbesondere die Zentralisierung der klinischen Versorgung in modernen und wirtschaftlichen Strukturen gefördert werden. Ein integratives Zusammenwirken von Krankenversorgung, Forschung und Lehre bildet dabei die Grundlage für die Positionierung der Universitätsmedizin Frankfurt als Exzellenzstandort.
Die bauliche Weiterentwicklung zielt auf die Verbesserung der städtebaulichen und verkehrlichen Strukturen ab. Es werden grüne Freiflächen für Patienten, Besucher und Mitarbeiter geschaffen, um die Aufenthaltsqualität zu erhöhen. Zudem werden Orientierungssysteme verbessert und der Verkehr neu organisiert. Ein Rahmenkonzept zur Nachhaltigkeit sowie Ansätze zur Inklusion spielen ebenfalls eine zentrale Rolle in der Planung.
Der Campus Ost bildet den Hauptcampus der Universitätsmedizin Frankfurt und befindet sich östlich des Bahndamms. Er umfasst u. a. den Zentralbau des Hauses 23 mit dem 13-geschossigen Bettenhochhaus, aber auch das Areal um den historischen Rosengarten und unterschiedlichen dort untergebrachten Funktionen.
Mit der Fertigstellung des zweiten Bauabschnitts von Haus 23 (H23 DEF) im Jahr 2024 wird die Zentralisierung der klinischen Versorgung fortgesetzt. Damit deckt der Campus Ost bereits heute den Großteil der medizinischen und klinischen Versorgung ab. Neben der Erweiterung des Zentralbaus ist derzeit das Frankfurt Cancer Institute (FCI in H42) in Verbindung zum Georg-Speyer-Haus in Planung.
Westlich des Bahndamms befinden sich der Campus Mitte und der Campus West. Im nördlichen Teil des Campus Mitte, entlang der Sandhofstraße, befinden sich verschiedene Nutzungen, darunter der Fuhrpark, der Entsorgungshof, Forschungsinstitute und Technikgebäude. Der südliche Teil des Campus Mitte ist überwiegend durch Wohnnutzung geprägt. In direkter Nachbarschaft dazu entsteht derzeit der Neubau des Fraunhofer-Instituts für Translationale Medizin und Pharmakologie (ITMP).
Der Campus West beherbergt die Kliniken der Psychiatrie, sowie weitere Einrichtungen der Krankenversorgung in den Häusern 95 (Neurochirurgie/Neurologie) und 97 (Orthopädie). Die Kliniken aus den Häusern 95 und 97 werden in den Erweiterungsbau (H23 DEF) auf den Campus Ost verlagert. Im Jahr 2024 wurde das Cooperative Brain Imaging Center (CoBIC in H88) auf dem Campus West realisiert.
Die Weiterentwicklung aller drei Campusareale zielt darauf ab, eine zukunftsorientierte bauliche und funktionale Infrastruktur zu schaffen, die sowohl den aktuellen als auch den zukünftigen Anforderungen der Universitätsmedizin gerecht wird.

### Kulturdenkmäler
Auf dem Campus des Universitätsklinikums stehen folgende Gebäude und Kulturdenkmäler gem. § 2 Abs. 1 HDSchG oder Abs. 3 HDSchG aus geschichtlichen, künstlerischen und städtebaulichen Gründen unter Denkmalschutz:
- Haus 9, Aufnahmegebäude und Therapeutikum, 1909–10 errichtet nach dem Entwurf von Magistratsbaurat Richard Wilde

- Haus 16 / Bunker, im Rahmen des NS-Führerprogramms 1941–43 von August Wilhelm Müller sowie Martin Leipold errichteter Hochbunker

- die Gartenanlage des Rosengartens, um 1910

- das Ensemble der Psychiatrie mit Haus 93 und Haus 94, Nervenklinik, Zweiflügelanlage von 1929/30 nach Entwurf von Martin Elsaesser und zugehöriger Direktorenvilla

Im Jahr 2024 wurden weitere Gebäude als Sachgesamtheit unter Schutz gestellt:
- Haus 3, ehemaliges Personalwohnhaus, 1953–54 nach Entwurf von Stefan Blattner.

- Haus 6, Dr. Senckenbergisches Institut für Pathologie, 1907 errichtet nach dem Entwurf von Magistratsbaurat Richard Wilde

- Haus 7, ehemalige Hautklinik, 1907 errichtet nach dem Entwurf von Magistratsbaurat Richard Wilde

- Haus 8, Carolinum und Augenklinik, 1909–1910 errichtet nach dem Entwurf von Magistratsbaurat Richard Wilde und Ernst Steinbichler (Bauausführung)

- Haus 10, ehemaliges Schwesternwohnhaus, 1909–1910 nach Entwurf von Magistratsbaurat Richard Wilde

- Haus 13, ehemalige chirurgische und medizinische Privatklinik für zahlende Kranke, heute Verwaltungsgebäude. 1911–1912 errichtet nach dem Entwurf von Magistratsbaurat Richard Wilde und Ernst Steinbichler (Bauausführung)

- Haus 17, Kinderhautklinik, 1908 errichtet nach Entwurf von Richard Wilde, 1927 erweitert durch Martin Elsässer

- Haus 18, Kinderklinik, 1908 errichtet nach Entwurf von Richard Wilde

- Haus 27, Senckenbergisches Anatomisches Institut, 1949–1953 nach Entwurf von Robert Liebenthal (1947–1950 Leiter des Universitätsbauamtes)

## Stiftungen
Theodor Stern-Stiftung zur Förderung des Universitätsklinikums Frankfurt am Main
Die Theodor-Stern-Stiftung wurde 1994 von der Frankfurter Sparkasse und Universitätsklinikum Frankfurt gegründet. Zweck der Stiftung ist die Förderung des öffentlichen Gesundheitswesens, der öffentlichen Gesundheitspflege sowie der Förderung von Wissenschaft, Forschung und Lehre im Bereich Medizin.
Stiftung Medizinische Kinderschutzambulanz Universitätsklinikum Frankfurt
Zur besonderen Förderung des Kinderschutzes und der Sicherung des Kindeswohl wurde die Stiftung Medizinische Kinderschutzambulanz Universitätsklinikum Frankfurt gegründet und ein Stiftungsrat gewählt. Es handelt sich um eine Unterstiftung innerhalb der Theodor Stern-Stiftung.

## Kontroversen
Die Zeitschrift Der Spiegel berichtete im Dezember 2018 von Unregelmäßigkeiten in der nuklearmedizinischen Therapie bei Prostatakrebsleiden. Laut dem Artikel seien Patienten systematisch mit einem neuartigen Therapieansatz behandelt worden (PSMA-Therapie). Die Behandlung sei entgegen den Empfehlungen des klinikeigenen Tumorboards und nicht im Einklang mit den medizinischen Leitlinien erfolgt. Die Klinik wies die Vorwürfe zurück, außerdem sei der in dem Artikel erwähnte Oberarzt schon länger nicht mehr für das Universitätsklinikum Frankfurt am Main tätig.